# Резньовете
Резньовете са върхове, разположени в източната част на Витоша на изток от Черни връх, с който са свързани посредством платовидно вододелно било. Като се гледат от София, те изпъкват най-рязко с тяхната силно наклонена източна стена, а зад тях, в дълбочината Черни връх се вижда като тяхно продължение, въпреки че е по-висок от тях.
Резньовете не са върхове в тесния смисъл на думата. Те са две самостоятелни върхови очертания на едно плато, дълго от север на юг около 1 km и широко около 400-500 метра с най-висока южна точка връх Голям Резен (2277 m), а най-северна, представляваща скалист купол над хижа Алеко, връх Малък Резен (2182 m). На изток това плато свършва със стръмна стена, на места отвесна, която достига до 200 метра височина.
До Резньовете достигат две въжени седалкови линии: Романски и Академика 2. Удобно място за ски, сноуборд, туризъм.

## Други
В София, на Резньовете са наречени улици в кварталите „Лозенец“ (Карта) и местност Гърдова глава (Карта). Връх Rezen Knoll на остров Ливингстън от групата на Южните Шетландски острови също e именуван на Витошките Резньове.